# 佐世保市消防局
佐世保市消防局（させぼししょうぼうきょく）は、長崎県佐世保市にある消防本部である。
2022年（令和4年）現在、2市5町を管轄している。

## 所在地
- 〒857-0056 佐世保市平瀬町9番地2
  - 地図を表示

### アクセス
- 西肥自動車（西肥バス）「佐世保市総合医療センター入口」下車。
- 西九州自動車道佐世保道路佐世保中央ICそば。

### 周辺
- 佐世保市総合医療センター
- 自衛隊佐世保病院
- 海上自衛隊佐世保地方総監部
- 海上自衛隊佐世保史料館
- 佐世保浜田郵便局

## 管轄区域
- 佐世保市

佐世保市に消防事務を委託している自治体
- 西海市
- 北松浦郡
  - 佐々町
  - 小値賀町
- 東彼杵郡
  - 川棚町
  - 波佐見町
  - 東彼杵町

## 組織
- 本部 - 総務課、警防課、防災対策課、指令課、予防課、消防訓練所
- 消防署（次項参照）

## 消防署
- 消防署数 - 3
  - 出張所数 - 13

| 消防署     | 住所                                                                                          | 出張所 |
| ---------- | --------------------------------------------------------------------------------------------- | --- |
| 中央消防署 | 佐世保市平瀬町9-2 （消防局に併設）                                                            | 春日出張所（かすが、佐世保市春日町37-2、北緯33度12分5.6秒 東経129度43分14.3秒） 干尽出張所（ひづくし、佐世保市稲荷町2-58、北緯33度9分24秒 東経129度43分59.6秒） 日宇出張所（ひう、佐世保市日宇町675-2、北緯33度9分27.5秒 東経129度45分30秒） |
| 東消防署   | 佐世保市広田1丁目15-20                                                                        | 東彼出張所（とうひ、東彼杵郡東彼杵町大音琴郷187-1、北緯33度3分28.6秒 東経129度53分33.3秒） 波佐見出張所（はさみ、東彼杵郡波佐見町宿郷338-3、北緯33度8分8.4秒 東経129度53分18.7秒） 西彼出張所（せいひ、西海市西彼町小迎郷3098-3、北緯33度2分47.4秒 東経129度45分16.1秒） 大崎出張所（おおさき、西海市大島町3384-11、北緯33度1分40.2秒 東経129度35分36.7秒） 大瀬戸出張所（おおせと、西海市大瀬戸町瀬戸樫浦郷1662-1、北緯32度56分18.5秒 東経129度39分11.4秒） |
| 西消防署   | 佐世保市川下町621（北緯33度10分57.8秒 東経129度40分3.2秒 / 北緯33.182722度 東経129.667556度） | 祝橋出張所（佐世保市吉井町橋川内617番地の1） 宇久出張所（佐世保市宇久町平3095番地3） 江迎・鹿町出張所（佐世保市鹿町町深江潟96番地） 佐々出張所（北松浦郡佐々町小浦免41番地17 ） 小値賀出張所（北松浦郡小値賀町笛吹郷1537番地） |

## 主力機械
2021年（令和3年）4月1日 現在

### 1.消防局車両
|              |                          | 消防局   | 消防局   | 消防局 | 計 |
|              |                          | 佐世保市 | 委託市町 | 非常用 | 計 |
| ------------ | ------------------------ | -------- | -------- | ------ | -- |
| 消防用車両   | 消防ポンプ自動車         | 7        | 5        |        | 12 |
| 消防用車両   | 水槽付消防ポンプ自動車   | 3        | 3        | 1      | 7  |
| 消防用車両   | はしご付消防ポンプ自動車 | 3        |          |        | 3  |
| 消防用車両   | 化学消防ポンプ自動車     | 1        |          |        | 1  |
| 消防用車両   | 救助工作車               | 3        |          |        | 3  |
| 消防用車両   | 大型化学消防車           | 1        |          |        | 1  |
| 消防用車両   | 津波・大規模風水害対策車 | 1        |          |        | 1  |
| 消防用車両   | 支援車                   | 1        |          |        | 1  |
| 消防用車両   | 資機材搬送車             | 1        |          |        | 1  |
| 消防用車両   | 小型動力ポンプ付水槽車   | 1        |          |        | 1  |
| 消防用車両   | 指揮指令車               | 3        |          |        | 3  |
| 消防用車両   | 指令車                   | 1        |          |        | 1  |
| 消防用車両   | 調査広報車               | 6        |          |        | 6  |
| 消防用車両   | 高規格救急車             | 9        | 6        | 3      | 18 |
| 消防用車両   | 救急自動車               | 2        |          |        | 2  |
| 消防用車両計 | 消防用車両計             | 42       | 15       | 4      | 61 |
| その他       | 連絡車                   | 4        |          |        |    |
| その他       | 人員搬送車               | 1        |          |        |    |
| その他計     | その他計                 | 5        |          |        | 5  |
| 合計         | 合計                     | 47       | 15       | 4      | 66 |

※支援車については、消防庁からの貸与車両

### 2.消防団車両
|            |                          | 消防団 | 非常用 | 計  |
| ---------- | ------------------------ | ------ | ------ | --- |
| 消防用車両 | 消防ポンプ自動車         | 51     | 2      | 53  |
| 消防用車両 | 水槽付消防ポンプ自動車   | 2      |        | 2   |
| 消防用車両 | 小型動力ポンプ付多機能車 | 2      |        | 2   |
| 消防用車両 | 小型動力ポンプ付積載車   | 37     | 1      | 38  |
| 消防用車両 | 本部車                   | 9      |        | 9   |
| 計         | 計                       | 101    | 3      | 104 |

※団本部多機能車は消防庁からの貸与車両

## 沿革
佐世保市の消防は、明治27年勅令第15号によって消防3組、約120人で創設された。
昭和14年4月に警防団へと組織替えされ、さらに戦時下の防空防災体制の確立を目的として、昭和18年には勅令により警察の統括下における官設（常備）消防 制度が設けられて、佐世保消防署が設置された。
太平洋戦争末期の昭和20年6月29日には大空襲を受け、市街地の大半を焼失する大惨事を被り、消防施設の大半が壊滅的な打撃を受けた。
戦後の昭和23年3月、消防組織法をはじめとして消防法令が施行され、消防は警察から分離独立し、自治体消防として発足することになった。この時の陣容は、1署4派 出所（198人）、消防団6団（1430人）で、本市における各種災害の防除体制が整った。
昭和47年4月には佐世保地域市町村圏協議会（1市13カ町）が発足し、広域行政の根幹事業として圏域内消防の常備化を図ることとなった。
昭和48年4月に佐世保市と隣接する13カ町の消防業務を開始した。

### 明治
- 1902年（明治35年） - 市制施行。「佐世保市消防組」として7組359名をもって発足。

### 昭和
- 1943年（昭和18年） - 1月15日、浜田町に佐世保消防署を開設。官設の常備消防制度が始まる。
- 1948年（昭和23年） - 3月、自治体消防制度の創設に伴い、佐世保市消防署発足。
- 1973年（昭和48年） - 4月、広域市町村圏域を含めた体制になる。
- 1974年（昭和49年） - 2月、米海軍佐世保基地司令官と消防相互応援協定実施細目締結
- 1987年（昭和62年） - 中央・東・西消防署の3署直轄隊にそれぞれ1隊ずつ救助隊（中央署・東署の2署には特別救助隊を編成）を配備した。

### 平成
- 1989年（平成元年） - 4月、現庁舎が落成し移転。
- 1995年（平成7年） - 1月17日、阪神・淡路大震災に応援出場する。
- 1999年（平成11年） - 9月21日、台湾地震災害に国際消防救助隊を派遣する。
- 2005年（平成17年） - 西海市発足に伴い同市の旧大瀬戸町域を長崎市消防局から移管。
- 2010年（平成22年） - 3月、北松浦郡江迎町及び鹿町町の佐世保市への編入合併に伴い、旧両町域を松浦市消防本部から移管。
- 2010年（平成22年） - 12月、中央消防署の救助工作車を高度救助資機材を搭載したIII型に更新。後に高度救助隊の運用車両となる。
- 2011年（平成23年） - 3月、東日本大震災の被災地に緊急消防援助隊を派遣しで捜索救助活動を行った。

### 令和
- 2020年（令和2年）- 7月、6月下旬から続いた豪雨により佐世保市小川内町で大規模地滑りが発生し近隣地区に避難指示が発令
- 同　　　　　　　　  　　　 4日から発生した令和2年7月豪雨により緊急消防援助隊4隊派遣

## 不祥事

### 職員による不祥事
- 2014年2月 - 男性消防士（20代）が、上司から訓練中に殴られるなどのパワハラを受けた後、自殺。消防局は男性消防士長（50代）を停職（1か月）の懲戒処分とした[2]。
- 2019年12月28日 - 県消防学校で研修中の男性消防士（20代）が12月28日午前5時40分ごろ、居眠り運転をし、長崎自動車道の大村インターチェンジ付近で壁に接触。警察官の呼気検査で、基準値を超すアルコールが検出された。道交法違反（酒気帯び運転）容疑で長崎県警に摘発された[3]。

### 活動中のミス・事故
- 2018年1月 - 佐世保市内の店舗で男性が倒れたとの119番通報があり、救急救命士の小隊長ら3人が現場に到着。男性は心肺停止状態で、小隊長が電話で医師の指示を仰いだが、薬剤投与も指示されたと思い込み、副小隊長が補助薬のアドレナリンを投与。搬送中にも、小隊長が医師の指示を仰ぐことを失念したままアドレナリンを投与したという。男性は病院に到着した際は心肺停止状態だったが、その後心拍は回復した。医師の指摘でミスが分かり、消防局は男性側には事実関係を説明したという。薬剤投与の容体への影響について、医師らでつくる県の協議会の検証を求めるという[4]。